# 安東家忠
安東家忠（永正5年（1508年）？－天正10年（1582年）），日本戰國時代、安土桃山時代的武將，通稱藏人、紀伊介，初名連康，一名宗忠，入道號雪窓、雪宗。立花家老，立花四天王之一。安東連末之子，弟為安東家貞，安東家久，子為安東連實、安東連善、安東連忠，孫為安東連直。家紋為笹丸內飛雙雀。

## 生平

### 出自
安東氏始祖為大職冠鐮足之後裔，自鎌倉時代領有伊豆國安東莊並於治承4年(1180年)侍奉源賴朝的一將・安藤伊賀守吉庵入道藤原秀幸，於關東作戰有戰功而受賜東字改稱安東氏。後於建久7年(1196年)，賴朝家臣大友能直被派往九州時受命隨之前往移動至九州豐後井田鄉中野(此地因此改名安東村)的一支分支，代代侍奉大友家，領有一城。到戰國時代，安東四郎連末仕於大友家一門望族戶次家為家老職。安東家伴隨主君立花道雪(戶次道雪)於大友軍陣中四處征戰，於大友、戶次、立花家多數主要戰役中可見安東姓的武士被記錄在參戰、陣亡侍帳，或者戰功獎狀上。

### 早期經歷
豐後安東家粗略分為二大支流，安東連末之子・安東家忠因為迎娶主君戶次鑑連（立花道雪）之姊，而成為道雪最重用的一支主流譜代眾。家忠的名字是道雪之父戶次親家所賜，而紀伊介的官名則為道雪官稱紀伊守時所賜，並且受賜笹丸內飛雙雀的家紋；後道雪剃髮時又受賜“雪”字、取法號「雪窓」，並拜領12把「盛高槍」（後其孫連直於「關原之戰」後持至肥後，其死後發生火災，今剩餘一把）。
安東家忠以道雪家老的身分跟隨立花家和大友家在二十幾場戰役中攜功而返，其一族兄弟、子輩亦多有顯赫戰功；在道雪尚未前往立花山城前，家忠已被列為「戶次四天王」之一。
天文23年（1554年），道雪接受主君大友宗麟的命令，率家臣安東家忠、安東連忠及小野信幸埋伏於豐後、直入郡木原，並包圍受到宗麟以和平為由、騙其回歸豐後的菊池義武，迫使其自刃。
弘治3年（1557年），大友宗麟對倔強不服，於弘治元年（1555年）內通毛利並舉兵反叛的筑前國人秋月文種、肥前國人筑紫惟門發動攻勢，於7月令道雪合高橋鑑種、臼杵鑑速以及吉弘鑑理、田北鑑生、志賀親守、一万田鑑實、吉岡長增、田村麟清、佐伯惟教、朽網鑑康、小原鑑元等將共約2萬以及筑後眾蒲池鑑盛、田尻親種、問註所鑑豐前往征討，雖然寄騎・小野信幸戰死，鑑連仍不負義鎮所望於7月7日~28日率家臣安東連之、安東家忠、安東連善、安東連忠、後藤種長、由布惟巍、由布惟信、綿貫吉廉、小野鑑幸等攻下了文種的古處山城，至12日平定了部分筑前和肥前地區。8月23日又攻下筑紫惟門的五箇山城。同年大友家與毛利家簽定合約，令毛利元就承認大友宗麟之弟大內義長於北九州的領地為大友領有，並且不得侵犯。
永祿10年（1567年）7月7日，大友軍擊退反叛的高橋鑑種8千兵使其退往寶滿城後，道雪與臼杵鑑速攻陷岩屋城討取城將足達兵部少輔2千餘人，同日道雪和吉弘鑑理在短兵相接，矢雨如注且位處下坡的不利地形之激戰下，以家臣內田鎮並、由布惟巍、小野鎮幸、足達連安、高野出雲、十時惟次、戶次親繁、戶次親宗、後藤種長、原尻鎮清、安東一族、綿貫一族等之奮戰先後擊退了高橋方的猛將福井玄鐵80餘人及鑑種親自率兵3百之攻勢，此戰中道雪家臣十時惟忠等人奮迅連斬28人，道雪本人也與高橋家的勇將北原、屋山、伊藤、萩尾、今村等輪番格鬥，激戰中家臣十時基種、安東連實、內田鎮之、足達盛定、綿貫吉基、淺川政安、植生甚介等戰死，內田鎮並以肉身抵擋敵方狙擊的箭矢，道雪幸而保命。
永祿11年（1568年）2月立花山城主立花鑑載受到毛利元就策反再次反叛大友家，於4月6日迎來毛利家的清水宗知8千餘人和軍船百餘艘，更聯合原田隆種、原田親種父子與高橋鑑種家臣衛藤尾張守約1萬人於立花山城，4月24日道雪與吉弘鑑理、臼杵鑑速、志賀親守3萬餘人包圍了立花山城及其白岳、松尾等7處城、砦，於7月4日大友軍強攻立花山城，道雪一軍在攻略其支城松尾城時，於立花山崖上的不利地形苦戰，先鋒高野出雲、十時惟次負傷，道雪因而挺進前線激勵了家臣戶次鎮直、戶次鎮時、十時惟次、十時惟由、由布惟定、高野出雲、小野鎮幸、足立連安、吉田兼正、原尻鎮清、竹迫鑑種討取了敵兵28人。此戰安東家忠及其弟安東家久參戰負傷有戰功。
永祿12年（1569年）5月18日吉川元春和小早川隆景率毛利軍4萬餘再次出戰北九州至立花山城，道雪、鑑理、鑑速則率兵1萬5千分三隊為先鋒於多多良濱佈陣，之後配置了約2萬的大友軍力與之對峙，雙方激戰期間，道雪衝陣斬財滿越前守等十餘人並擊敗吉川元春先鋒楢崎信景之際遭到香川春繼以弓箭反擊不得前進，且吉川元春以鐵砲攻勢橫擊而不得不撤退，雖然大友軍此時處於劣勢接近戰敗，但隨後道雪見到小早川隆景率吉見正賴、尼子元秋移軍長尾一地整軍時的陣形空隙，先以8百人鐵砲隊密集射擊後自身拔刀乘馬單騎率先衝入敵陣營中，緊跟著道雪的家臣團也一擁而上，毛利軍此時無法抵擋被衝退三町距離導致毛利軍全線撤退回立花山城下各營寨，大友軍也因吉川元春的攻勢戰損3~5百兵極度疲勞無法再進行攻勢而撤退往博多本陣。

### 立花七家老之一
元龜2年（1571年）5月，道雪奉大友宗麟之命轉封筑前立花山城形式上繼承立花氏，十時、由布、高野、森下、堀等戶次家於豐後時代的家臣皆多以家族庶流跟隨至筑前，擁有二大支流的豐後安東家亦同。家忠因長子安東連實早先於永祿10年（1567年）的寶滿山九峰之戰戰死，於是讓次男安東連善及嫡孫安東連直留在豐後藤北侍奉繼承戶次本家・道雪猶子的戶次鎮連，與三男安東連忠、侄子安東家榮前往筑前立花山城，成為「道雪七家老」之一。
天正3年（1575年），道雪將立花山城督之位讓給其女立花誾千代之際，家忠擔任武具奉行之職。
天正6年（1578年），大友家於耳川敗於島津軍，使原本臣服於大友家的筑前國人眾如秋月、宗像、原田、草野等陸續起兵反叛，作為大友家筑前守護代的立花道雪和高橋紹運壓制反叛勢力；而安東家忠因過往戰功彪炳和由布惟信、十時連貞、高野大膳合稱「立花四天王」，並被道雪評為「武勇絕倫的猛將」。
之後，家忠年老隱居，因此把家督之位傳予嫡孫安東連直，並於天正10年（1582年）死去，連直則因無子嗣而收立花家一門重臣的立花鎮實之子親清為養子繼承，親清之子是為江戶初期有名的柳川藩士，有「西海之巨儒」之稱的安東省菴。後代至安東政全於元祿年間(1688~1704年)受賜立花姓。